# Zienia Merton
Pour les articles homonymes, voir Merton.
Zienia Merton, née le 11 décembre 1945 en Birmanie et morte le 14 septembre 2018, est une actrice britannique.

## Biographie
Zienia Merton est une actrice britannique née en Birmanie d'un père anglo-français et d'une mère birmane.
Ses premières années d'études ont lieu au Portugal, puis en Angleterre. Elle voulait d'abord devenir danseuse, et joue un petit rôle dans le ballet-féerie Casse-Noisette, en 1951, au Royal Festival Hall à Londres. Mais elle change d'orientation vers des études en art dramatique et, finalement, une carrière d'actrice, principalement à la télévision.
Elle acquiert une petite notoriété par un rôle dans Doctor Who, puis par une scène déshabillée dans la série télévisée Casanova, mais c'est finalement son rôle de Sandra Benes dans la première saison de Cosmos 1999, ainsi que dans quelques épisodes de la seconde saison, qui la font connaître du grand public.
Elle a publié une autobiographie Anecdotes and Armadillos en 2005.
En 2017, on lui diagnostique un cancer en phase terminale. Un an plus tard, elle est sollicitée par la BBC pour être la voix du livre audio de Marco Polo (Doctor Who), ce qu'elle accepte malgré un grand état de fatigue. Elle décède le 14 septembre 2018.

## Filmographie

### Cinéma
- 1977 : Kosmetikkrevolusjonen : Lucy Ferner
- 1970 : Wenn du bei mir bist : Princesse Tamani
- 1970 : Les Derniers Aventuriers (The Adventurers) de Lewis Gilbert : la sœur de Dax Xenos
- 1969 : L'Homme le plus dangereux du monde : Ting Ling
- 1965 : Au secours ! : Marie-Lise
- 1965 : Sauve qui peut : Allison
- 1962 : Masters of Venus : Marla

### Télévision
- The Indian Tales of Rudyard Kipling (1 épisode, 1964)
- The Troubleshooters : Liane (1 épisode, 1969)
- Strange Report : Zeba Hameed (1 épisode, 1969)
- The Six Wives of Henry VIII : Annette (1970)
- W. Somerset Maugham : une Malaisienne (1 épisode, 1970)
- Casanova : Christina (1971)
- The Benny Hill Show : Mlle Chow Mein (1 épisode, 1972)
- Jason King : Zenia (1 épisode, 1972)
- Madigan (Madigan)  (épisode : Enquête à Lisbonne) 1973
- Beryl's Lot : Katy Papademitropoullos (1 épisode, 1973)
- Journey Through the Black Sun : Sandra Benes (1976)
- Cosmic Princess : Sandra Benes (1976)
- Alien Attack : Sandra Benes (1976)
- Destination Moonbase Alpha : Sandra Benes (1976)
- Cosmos 1999 (Space: 1999) : Sandra Benes (36 épisodes, 1975-1977)
- Grange Hill : Mlle Wallace (1 épisode)
- The Wilde Alliance : Dolores (1 épisode, 1978)
- Le Retour du Saint (Return of the Saint : Mila (1 épisode, 1978)
- BBC2 Playhouse : Olga (1 épisode, 1978)
- The Other Side : Kieu (1 épisode, 1979)
- Escape (1 épisode, 1980)
- The History Man : Miss Ho (1981)
- Bergerac : Cora (1 épisode, 1983)
- Angels : Sœur Davis (1 épisode, 1983)
- Tenko : Nun (1 épisode, 1984)
- Mission casse-cou : Lei Shan (saison 1 épisode 7, 1985)
- Lovejoy : Miss Taylor (1 épisode, 1986)
- Hammer House of Mystery and Suspense : Norma Lee (1 épisode, 1986)
- Chiller : Maria Monsanto (1 épisode, 1995)
- Crime Traveller : une réceptionniste (1 épisode, 1997)
- The Lakes : Anna Guest (1997)
- Peak Practice : Jennifer Kemp (1 épisode, 1998)
- Heaven on Earth : Barbara Tucker (1998)
- Message from Moonbase Alpha : Sandra Benes - apparition spéciale pour bonus inclus dans le coffret DVD de la série (1999)
- Family Affairs : docteur Morrisey (2000)
- Doctors : docteur Sarah Reed (2 épisodes, 2001)
- 1964 : Doctor Who (série TV) : épisode Marco Polo Ping Chu
- Dinotopia (Dinotopia) : une enseignante (2002)
- Casualty : docteur Helen Billington, Manson et une réceptionniste (3 épisodes, 1986-2002)
- EastEnders : une réceptionniste et docteur Stokeley (6 épisodes, 1998-2003)
- Brigade volante : docteur Morgan, un magistrat et un agent administratif (3 épisodes, 1999-2005)
- Judge John Deed : docteur Dolores Bleach (1 épisode, 2006)
- 2009 : The Sarah Jane Adventures (série TV) : épisode « The Wedding of Sarah Jane Smith »